# الانتخابات العامة الكينية 2022
أُجريت الانتخابات العامة في كينيا في 9 أغسطس 2022. حيث جرى انتخاب الرئيس وأعضاء الجمعية الوطنية ومجلس الشيوخ وحكام المقاطعات وأعضاء مجالس المقاطعات الـ 47 في كينيا.
تُجرى الانتخابات العامة في كينيا كل خمس سنوات. كانت هذه ثالث انتخابات عامة ورابع انتخابات رئاسية منذ صدور دستور 2010. لم يكن الرئيس آنذاك أوهورو كينياتا مؤهلاً لولاية ثالثة وفق الدستور، كذلك لم يكن حكام المقاطعات الذين قضوا فترتين في الحكم مؤهلين لإعادة الانتخاب وفق ما هو منصوص عليه في قوانين البلاد. شهدت هذه الانتخابات أقل عدد من المرشحين للرئاسة منذ تطبيق نظام التعددية الحزبية في عام 1992. ويُشكل جميع البرلمانيين المنتخبين البرلمان الكيني الثالث عشر.
وفق النتائج المُعلنة في 15 أغسطس فقد انُتخب وليام روتو رئيسًا لكينيا، متغلبًا على منافسه رايلا أودينجا، على أن تبدأ فترته الرئاسية في 30 أغسطس.

## خلفية
ينص دستور كينيا على إجراء انتخابات عامة لأعضاء البرلمان في يوم الثلاثاء الثاني من شهر أغسطس من كل خمس سنوات، مما يعني أن الانتخابات العامة كانت مقررة في 9 أغسطس 2022. وينص الدستور أنه إذا كانت كينيا في حالة حرب، يمكن تأجيل الانتخابات بقرار في كل مجلس من مجلسي البرلمان بشرط موافقة ما لا يقل عن ثلثي جميع أعضاء المجلس، وفي هذه الحالة يمكن تأخير الانتخابات لمدة تصل إلى ستة أشهر، ويمكن تكراره عدة مرات شريطة ألا تتجاوز التأخيرات مُجتمعة 12 شهرًا.
يتطلب الدستور إجراء الانتخابات الرئاسية في نفس وقت الانتخابات العامة. ويمكن إجراء انتخابات رئاسية منفصلة في حالة شغور منصب الرئيس قبل الانتخابات العامة التالية وشغور منصب نائب الرئيس (الذي سيتولى منصب الرئيس بخلاف ذلك)، ووفقًا للدستور في مثل هذه الظروف، يجب إجراء الانتخابات في غضون ستين يومًا من خلو منصب الرئيس.
ينص الدستور على فترتين رئاسيتين فقط، لذا فإن الرئيس الحالي أوهورو كينياتا ليس له الحق في الترشح لفترة ولاية ثالثة. كذلك فإن حكام المقاطعات الذين خدموا فترتين على رأس المقاطعات الخاصة بهم غير مؤهلين أيضًا لولاية ثالثة.

## النظام الانتخابي

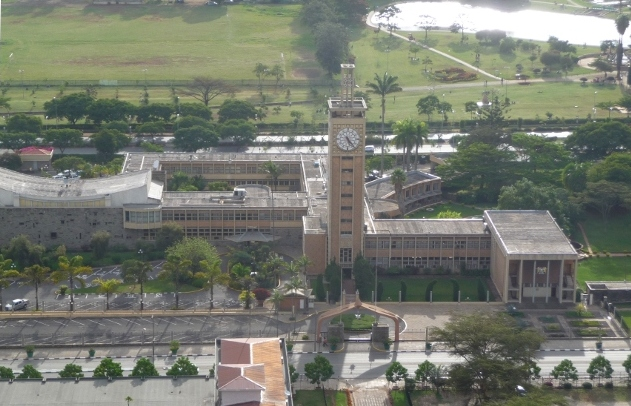
مباني البرلمان، نيروبي

يجري انتخاب رئيس كينيا باستخدام نسخة معدلة من نظام الجولتين : للفوز في الجولة الأولى، يجب أن يحصل المرشح على أكثر من 50٪ من الأصوات على المستوى الوطني و25٪ من الأصوات في 24 مقاطعة على الأقل من أصل 47 مقاطعة في كينيا. إذا لم يتحقق ذلك، تُجرى جولة ثانية بين أكبر مرشحين، ويفوز فيها المرشح الذي يحصل على أكبر عدد من الأصوات.
يتكون برلمان كينيا من مجلسين: مجلس الشيوخ (المجلس الأعلى) والجمعية الوطنية (مجلس النواب)، وكلاهما يجري تجديده بالكامل لمدة خمس سنوات. سيشكل الأعضاء المنتخبون في عام 2022 البرلمان الثالث عشر لكينيا.
تضم الجمعية الوطنية 350 عضوًا، يجري انتخاب 290 منهم في دوائر انتخابية ذات عضو واحد عن طريق الفوز للأكثر أصواتًا. ومن بين الـ 60 مقعدًا المتبقية، هناك 47 محجوزة للنساء ويجري انتخابهن من دوائر انتخابية ذات عضو واحد حسب المقاطعات الـ 47. تشمل المقاعد الـ 13 المتبقية 12 مقعدًا مخصصة للشباب وذوي الاحتياجات الخاصة والعمال، حيث تقوم الأحزاب السياسية بترشيحهم بناءً على عدد مقاعدها، والمقعد الأخير لرئيس مجلس النواب الذي ينتخبه المجلس من خارجه كعضو بحكم منصبه.
يجري انتخاب أعضاء مجلس الشيوخ البالغ عددهم 68 عن طريق أربع طرق ؛ حيث يُنتخب 47 في دوائر انتخابية ذات عضو واحد حسب المقاطعات. ثم تُرشِّح الأحزاب 16 مقعدًا للنساء، واثنين للشباب واثنين لذوي الاحتياجات الخاصة على أساس حصة مقاعد الحزب. ويُنتخب رئيس المجلس من خارج المجلس كعضو بحكم منصبه

## المرشحون للرئاسة
أعلنت لجنة الانتخابات الموافقة على ترشح أربعة مرشحين فقط للرئاسة مع زملائهم المرشحون لمنصب نائب الرئيس من الأحزاب. جرى إلغاء ترشيح والتر مونغاري للرئاسة، بعد أن تبين أن شهادته لم تكن من جامعة معترف بها كما يقتضي القانون. وكانت القائمة النهائية لمرشحي الرئاسة هي ؛
- ديفيد واهيجا موور، زعيم حزب أغانو
- رايلا أودينجا، رئيس وزراء كينيا السابق (2008-2013) وزعيم الحركة الديمقراطية البرتقالية، يدعمه تحالف أزيميو لا أوموجا ون كينيا.[19] وهو المرشح الرئاسي في عام 1997، وكذلك الوصيف في أعوام 2007، [ج] 2013، و2017.
- ويليام روتو، نائب رئيس كينيا الحالي (2013 إلى 2022) وزعيم التحالف الديمقراطي المتحد[22]
- جورج واجاكويا، زعيم حزب الجذور الكيني.

## الحملة الانتخابية
تظهر ديناميكية سياسية جديدة قائمة على السياسة الطبقية في كينيا، سيطرت عائلة الرئيس الحالي أوهورو كينياتا وعائلة زعيم المعارضة رايلا أودينجا على السياسة الكينية منذ الاستقلال في عام 1963. علاوة على ذلك، كان يحكم كينيا تقليديًا رؤساء ينتمون إما لشعب كيكويو - مثل كينياتا - أو شعب كالينجين، مثل نائب الرئيس الحالي وليام روتو. تضم البلاد 44 مجموعة عرقية.
دعم روتو في البداية أودينجا في عام 2007، عندما قامت الشرطة بقمع المتظاهرين والاشتباكات التي تحولت إلى هجمات عرقية أسفرت عن مقتل أكثر من 1000 شخص في أعمال العنف التي أعقبت الانتخابات، مما أدى في النهاية إلى وضع دستور جديد لنقل السلطة. تعاون روتو مع كينياتا في عام 2013. ووجهت المحكمة الجنائية الدولية اتهامات إلى كينياتا وروتو بارتكاب جرائم ضد الإنسانية لدورهما المزعوم في تنظيم أعمال العنف التي أعقبت الانتخابات. ولم تُسفر تلك القضايا عن شيء في وقت لاحق، حيث قالت المدعية العامة السابقة للمحكمة الجنائية الدولية فاتو بنسودة إن هناك حملة لا هوادة فيها من ترهيب الضحايا والشهود جعلت المحاكمة مستحيلة.
في مارس 2018، أذهل الرئيس أوهورو كينياتا ومنافسه السابق على الرئاسة رايلا أودينغا، الجمهور عندما تصافحا وأعلنا هدنة بعد أعمال العنف التي أعقبت الانتخابات في عام 2017 والتي خلفت عشرات القتلى. سعى الزعيمان أيضًا إلى توسيع السلطة التنفيذية من خلال التغييرات الدستورية لمبادرة بناء الجسور (Building Bridges Initiative BBI) التي كان من المحتمل أن تسمح لكيناتا بالبقاء في السلطة كرئيس للوزراء. لكن على الرغم من حكم المحكمة العليا في كينيا ضد التعديلات المقترحة في أغسطس، فقد استمر التحالف غير المتوقع، حيث تقلد أودينجا وظائف حكومية رسمية مع كينياتا. بدأت الشقوق داخل حكومة اليوبيل بالظهور، مما أدى في نهاية المطاف إلى تداعيات بين الرئيس ونائبه.

### الترشيح للرئاسة
أعلنت مؤسسة ماونت كينيا في ديسمبر 2021، وهي واحدة من أقوى جماعات ضغط كيكويو وأغناها في البلاد، دعمها لأودينجا، بينما قال كينياتا مرارًا وتكرارًا إن الرئيس المقبل لن يكون «كيكويو ولا كالينجين». في 10 ديسمبر 2021، أعلن أودينجا نيته الترشح للرئاسة للمرة الخامسة.
في يناير 2022، أعلن التحالف الديمقراطي المتحد بزعامة روتو عن اتفاق ائتلاف مع مؤتمر أماني الوطني بزعامة موساليا مودافادي، وفورد- كينيا بزعامة موسى ويتانجولا والعديد من الأحزاب السياسية الأخرى. التحالف الجديد كان يسمى كينيا كوانزا.
أعلن حزب اليوبيل بزعامة كينياتا في فبراير 2022 أنه سينضم إلى تحالف Azimio la Umoja برئاسة أودينجا، زعيم حزب الحركة الديمقراطية البرتقالية (ODM). وفي 12 مارس 2022، وقَّع ما لا يقل عن 26 حزبًا سياسيًا، بما في ذلك الأحزاب السياسية الرئيسية مثل حركة ممسحة الديمقراطية Wiper واليوبيل Jubilee والحركة الديمقراطية البرتقالية ODM وKANU، اتفاق تعاون يؤيد ترشيح رايلا أودينجا للرئاسة. وفي نفس اليوم، أيد أعلن كينياتا دعمه أودينجا للرئاسة.
في 15 مارس 2022، أيد التحالف الديمقراطي المتحد وتحالف كوانزا كينيا دعمهما لترشيح روتو للرئاسة.

### ترشيح نائب الرئيس
مع اقتراب الموعد النهائي لترشيح المرشحين لمنصب نائب الرئيس، أبدى العديد من الأعضاء اهتمامًا بحسم المنصب عبر الانقسام السياسي. أجرى تحالف Azimio One Kenya Alliance مقابلات مع مرشحيه المحتملين لمنصب نائب الرئيس، وضمت المقابلات: مارثا كاروا وسابينا تشيج وبيتر كينيث وستيفن كيبكييني تاروس، ومن حكام المقاطعات: علي حسن جوهو ويكليف أوبارانيا ولي كينيانجوي وتشاريتي نجيلو. واختير كالونزو موسيوكا، نائب أودينجا الذي شغل منصب نائب الرئيس مرتين في الترشح للرئاسة من تلك المقابلات. وفي تحالف كوانزا كينيا، ترددت شائعات عن العديد من الأسماء التي من المحتمل ترشيحهم لمنصب نائب الرئيس، وهم: ريغاثي جاشاغوا، كينديكي كيثور، والحاكم آن وايجورو، نديندي نيورو، جوستين موتوري وموساليا مودافادي.
في أبريل 2022، اختار مرشح حزب الجذور، جورج واجاكوياه، جوستينا وامي، العضو السابق في دائرة مافوكو في البرلمان، كنائبة له في الانتخابات. في 15 مايو 2022، أيد تحالف كوانزا كينيا Rigathi Gachagua نائبًا لروتو. بينما أيد تحالف Azimio La Umoja مارثا كاروا كنائب لأودينجا في 16 مايو 2022. وأعلن وايهيجا موور من حزب أغانو اختيار روث موشيرو موتوا نائبة له.

### بيان الترشح
كان تحالف Azimio la Umoja أول جماعة سياسية تطلق بيانها في 6 يونيو 2022. يعبر بيان النقاط العشر عن قضايا رئيسية مثل حكومة خالية من الفساد. يأتي البيان كشكل من أشكال الإعلان والوعود بتمكين المرأة اقتصاديًا، وتحفيز الركيزة الاقتصادية، وتسهيل الزراعة الذكية مناخيًا، وتجديد قطاع التصنيع، والحفاظ على سيادة الشعب، وزيادة إمكانية الوصول إلى المياه النظيفة، و«باباكير Babacare»، والتي ستركز على الحماية الاجتماعية والرعاية الصحية الشاملة.
أطلق كل من التحالف الديمقراطي المتحد UDA وتحالف كوانزا كينيا وحزب الجذور بياناتهم في 30 يونيو 2022. قدم ويليام روتو من التحالف الديمقراطي المتحد، الذي يعتزم تطبيق «النموذج الاقتصادي التصاعدي»، بيانًا يعِد فيه بإحياء الاقتصاد، وتوفير الرعاية الصحية للجميع، وتعزيز المؤسسات الصغيرة والمتوسطة، وتنفيذ قاعدة الثلثين بين الجنسين، والإسكان ميسور التكلفة، وعدة أمور أخرى.
من ناحية أخرى، أعلن Wajackoyah عزمه السماح باستعمال الماريجوانا للأغراض التجارية، وإدخال تربية الثعابين، وتصدير لحوم الكلاب، وإغلاق السكك الحديدية القياسية، وشنق الفاسدين، وتعليق الدستور، وجعل العمل لمدة أربعة أيام في الأسبوع، ونقل العاصمة إلى Isiolo، وإنشاء ثماني ولايات.
في 4 يوليو 2022، أطلق المرشح الرئاسي لحزب اجانو David Mwaure Waihiga بيانه المكون من 12 نقطة. ذكر فيه أن الوقت قد حان للبلاد للمضي قدمًا والبدء في قائمة جديدة من القيادة، وتعهد بالالتزام بالدستور ؛ وتعهده للأسرة، والنساء، والشباب، وذوي الاحتياجات الخاصة، وحكومات المقاطعات، والعمال، وأصحاب الأعمال، والاقتصاد، والمؤسسات الدينية، والبيئة، وكذلك تعهد للمجتمع الدولي. كما وعد باسترداد الأموال العامة المخبأة في حسابات خارجية وكذلك حل حكومة مقاطعة مدينة نيروبي.

## إجراء الانتخابات

### قائمة الناخبين الجماعية
أعلنت اللجنة المستقلة لشؤون الانتخابات والحدود عن بدء المرحلة الأولى من عملية تسجيل الناخبين الجماعية التي تستغرق 30 يومًا اعتبارًا من 4 أكتوبر 2021. استهدفت العملية ما بين 6 و7 ملايين ناخبًا جديدًا. ولكن مع اقتراب عملية تسجيل الناخبين، أثارت اللجنة مخاوف بشأن فشلها في الوصول إلى هدفها. في 17 يناير 2022، بدأت المرحلة الثانية تسجيل الناخبين التي استمرت ثلاثة أسابيع والتي استهدفت 4.5 مليون ناخب، وسجلت نسبة إقبال منخفضة أيضًا. في مايو 2022، علقت المفوضية تسجيل الناخبين حتى مارس 2023 وذلك للقيام بعمليات التدقيق والتحقق التي قد تتغير مع الجداول الزمنية المحددة قبل الانتخابات.

### إجازة المرشحين الانتخابيين
سجلت لجنة الانتخابات جميع المُرشحين للمقاعد الانتخابية المختلفة في الفترة من 29 مايو إلى 7 يونيو 2022. أُعلن الموافقة غلى ترشح ويليام روتو ورايلا أودينجا في 4 و5 يونيو على التوالي.
بدأت تظهر تقارير في يونيو 2022 تفيد بأن ساكاجا جونسون قدَّم شهادة جامعية مزورة إلى لجنة الانتخابات من جامعة أوغندية ؛ وأنه لم يتخرج من جامعة نيروبي (UoN). في البداية، صرح ساكاجا في مقابلات أنه كان من خريجي جامعة نيروبي. لكنه اعترف لاحقًا في مقابلة إذاعية بأنه لم يتخرج من جامعة المدينة، وألقى باللوم على الرئيس أوهورو كينياتا في التآمر لتدمير طموحاته السياسية. وفي 29 يونيو 2022، ألغت لجنة التعليم الجامعي شهادته، بانتظار التحقيقات. رفضت هيئة الانتخابات استبعاد ساكاجا، وأشارت إلى أنه لا يمكنها استبعاد المرشح إلا إذا صدر أمر من المحكمة. أمر المفتش العام الأوغندي بإجراء تحقيق في موضوع شهادة سكاجا. وفي 12 يوليو 2022، رفضت المحكمة العليا التماسًا بشأن شهادة سكاجا، وألقت باللوم على مقدم الالتماس، دينيس جاكو واهومي، لفشله في إثبات أن شهادة المرشح مزورة.
مُنع حاكم نيروبي السابق مايك سونكو الترشح لمنصب حاكم مومباسا بعد مساءلته في عام 2020. قدم سونكو التماسًا إلى المحكمة العليا لإجبار هيئة الانتخابات على إدراجه في سباق الترشح لمنصب الحاكم. في 13 يوليو 2022، أشارت المحكمة في حكمها، إلى أن قضية عزل سونكو لم تقم المحكمة العليا بالفصل فيها، وأمرت اللجنة الانتخابية بإدراج سونكو للتنافس على منصب حاكم مومباسا. في 14 يوليو 2022، قدم سونكو أوراق ترشيحه للجنة الانتخابية حيث سُمح له بالتنافس على منصب حاكم مومباسا. في 15 يوليو 2022، قضت المحكمة العليا بأن إجراء عزل سونكو كان صحيحًا، مما يجعله يفشل تلقائيًا في اختبار النزاهة لشغل أي مقعد انتخابي أو تعيينه. وبعد قرار المحكمة العليا، ألغت هيئة الانتخابات ترشحه.

### الانتخابات العامة
في 8 أغسطس 2022، أعلنت هيئة الانتخابات تعليق انتخابات حكام الولايات في مقاطعتي Kakamega وMombasa، وكذلك الانتخابات البرلمانية في دوائر Pokot South وRongai وKacheliba. وذُكر أن أوراق الاقتراع الخاصة بتلك الدوائر بها أخطاء، بما في ذلك صور المرشحين والتفاصيل. وإضافة إلى المقاطعات والدوائر المذكورة أعلاه، فقد علقت الهيئة أيضًا الانتخابات في خمسة أقسام بسبب وفاة المرشحين. وقد أُعلن تاريخ 23 أغسطس لإجراء الانتخابات في تلك الدوائر.
في يوم الانتخابات، أُجلت عملية التصويت الانتخابات في دائرة Eldas في مقاطعة Wajir إلى 10 أغسطس 2022، بسبب مخاوف أمنية.
تأثر التصويت بشكل كبير بفشل أنظمة إدارة الانتخابات المتكاملة في كينيا (Kenya Integrated Elections Management Systems KIEMS) في التعرف على بصمات الناخبين. سمحت الهيئة باستخدام التسجيل اليدوي في أجزاء من مقاطعتي Kakamega وMakueni بعد ظهور مجموعة من المشاكل في نظام KIEMS. فتحت بعض مراكز الاقتراع أبوابها في وقت متأخر عن الساعة السادسة صباحًا، مما أدى إلى تأخير التصويت.
بحلول منتصف يوم الانتخابات، أدلى قرابة 6,567,859، أي ما يعادل 30٪ من الناخبين المسجلين، بأصواتهم. بعد ساعة على إغلاق مراكز الاقتراع في الخامسة مساءً، أفادت المفوضية الانتخابية أن إقبال الناخبين بلغ 12,065,803 أي ما يعادل 56.17٪ من الناخبين المسجلين. في 10 أغسطس 2022، أعلنت الهيئة أن 14 مليون كيني، قد جرى تحديد هويتهم إلكترونيًا، قد صوّتوا ليصل إجمالي نسبة إقبال الناخبين إلى 65.4٪.
اتُهم عضو البرلمان عن دائرة كيميليلي، ديدموس باراسا، بإطلاق النار على حارس أمن منافسه، وهرب من مكان الحادث بعد الحادث.

## النتائج وردود الفعل
كان من المقرر الإعلان عن النتائج في الساعة 3 مساءً في 15 أغسطس 2022، ومع ذلك، بحلول الساعة 5 مساءً، لم يخرج أي إعلان، وفي هذه اللحظة عقد أربعة من مفوضي هيئة الانتخابات، بقيادة نائب رئيس الهيئة جوليانا شيريرا، مؤتمرًا صحفيًا ذكروا فيه أنهم لا «يملكون النتائج»، وأشاروا إلى مشاكل في عملية الفرز النهائي.
أُعلن رئيس الهئية وافولا تشيبوكاتي النتائج في الساعة 6 مساءً. وحضر الإعلان جميع المرشحين باستثناء رايلا أودينغا. أعلن كبير وكلاء حملة أودينجا أن أودينجا لن يظهر حتى تتمكن حملته من التحقق من النتائج. واندلعت أحداث عنف عندما أخذ تشيبوكاتي واثنان آخران من المفوضين طريقهم إلى قاعة Bomas of Kenya، وجرى اصطحاب موظفي الهيئة بعيدًا. وبعد أن حل أفراد الأمن الموقف، دخل تشيبوكاتي إلى القاعة وأعلن النتائج بفوز ويليام روتو بمنصب الرئيس.
في اليوم التالي، 16 أغسطس، قدم مفوضو هيئة الانتخابات المنشقين شرحًا أكثر تفصيلاً عن الانقسام داخل اللجنة. صرح نائب الرئيس شيريرا، فرانسيس وانديري، إيرين ماسيت، وجوستوس نيانجايا، أن النسبة الإجمالية تجاوزت 100٪! ؛ وأن النتائج لم يجري معالجتها وتحليلها من قِبل جميع المفوضين ؛ ولم يذكر شيبوكاتي العدد الإجمالي للناخبين المسجلين أو الأصوات المدلى بها أو الأصوات المرفوضة ؛ واتهموا شيبوكاتي بإعلان النتائج قبل الأوان قبل دمج أصوات بعض المقاطعات. كما اتهموا شبوكاتي بتجاوز دوره القانوني. وقد اعترضت على ذلك مجموعة مراقبة الانتخابات، وهي منظمة غير حكومية كينية، وقالت إن «عملية التحقق التي أجرتها اللجنة كانت ذات مصداقية وكان كل لاعب حاسم مشاركًا في هذه العملية - من المراقبين ووكلاء الأحزاب السياسية ووسائل الإعلام ومسؤولي الهيئة... وأتاحت اللجنة البيانات للجمهور». دافع شيبوكاتي أيضًا عن إعلانه بالقول إن نتيجة 100.01٪ تُعزى إلى خطأ في التقريب، واتهم المفوضين الأربعة المعارضين بمحاولة فرض إعادة الانتخابات.
رفض أودينجا نتيجة الانتخابات الرئاسية وأعلن أنه سيبدأ الطعن القانوني. ووصف الانتخابات بأنها «زائفة» و«غير دستورية» و«باطلة». كما طلب أودينجا من مؤيديه الامتناع عن العنف.

### الرئيس
| المرشح                          | المرشح                          | زميل الترشح                     | الحزب                             | الأصوات    | %      |
| ------------------------------- | ------------------------------- | ------------------------------- | --------------------------------- | ---------- | ------ |
|                                 | وليام روتو                      | ريغاثي جاشاغوا ‏                 | التحالف الديمقراطي المتحد (كينيا) | 7٬176٬141  | 50.49  |
|                                 | رايلا أودينجا                   | مارثا كاروا ‏                    | قرار الوحدة ‏                      | 6٬942٬930  | 48.85  |
|                                 | George Wajackoyah               | Justina Wamae                   | Roots Party of Kenya              | 61٬969     | 0.44   |
|                                 | David Waihiga                   | Ruth Mutua                      | حزب اجانو                         | 31٬987     | 0.23   |
| المجموع                         | المجموع                         | المجموع                         | المجموع                           | 14٬213٬027 | 100.00 |
|                                 |                                 |                                 |                                   |            |        |
| الأصوات الصحيحة                 | الأصوات الصحيحة                 | الأصوات الصحيحة                 | الأصوات الصحيحة                   | 14٬213٬027 | 99.21  |
| الأصوات الباطلة والفارغة        | الأصوات الباطلة والفارغة        | الأصوات الباطلة والفارغة        | الأصوات الباطلة والفارغة          | 113٬614    | 0.79   |
| مجموع الأصوات                   | مجموع الأصوات                   | مجموع الأصوات                   | مجموع الأصوات                     | 14٬326٬641 | 100.00 |
| الناخبين المسجلين ومعدل الإقبال | الناخبين المسجلين ومعدل الإقبال | الناخبين المسجلين ومعدل الإقبال | الناخبين المسجلين ومعدل الإقبال   | 22٬120٬458 | 64.77  |
| المصدر: IEBC                    |                                 |                                 |                                   |            |        |

#### حسب المقاطعة
| Code | County          | Registered voters | Total votes cast | Rejected Ballots | Total Valid votes | رايلا أودينجا | وليام روتو | George Wajackoyah | David Waihiga |
| ---- | --------------- | ----------------- | ---------------- | ---------------- | ----------------- | ------------- | ---------- | ----------------- | ------------- |
| 1    | Mombasa         | 642,362           | 281,113          | 3,812            | 277,301           | 161,015       | 113,700    | 2,104             | 482           |
| 2    | Kwale           | 328,316           | 180,368          | 1,359            | 179,009           | 125,541       | 51,918     | 1,137             | 413           |
| 3    | Kilifi          | 588,842           | 288,813          | 3,191            | 285,496           | 204,536       | 77,331     | 2,534             | 1,221         |
| 4    | Tana River ‏     | 141,110           | 94,573           | 1,068            | 93,505            | 51,390        | 41,505     | 412               | 198           |
| 5    | Lamu            | 81,468            | 50,957           | 887              | 50,070            | 26,160        | 22,876     | 848               | 186           |
| 6    | Taita–Taveta    | 182,126           | 112,493          | 999              | 111,494           | 81,271        | 29,148     | 826               | 249           |
| 7    | Garissa         | 201,513           | 110,550          | 590              | 109,960           | 81,376        | 28,111     | 396               | 77            |
| 8    | Wajir           | 207,767           | 134,447          | 1,014            | 133,391           | 83,486        | 49,062     | 626               | 217           |
| 9    | Mandera         | 217,034           | 136,411          | 846              | 135,565           | 106,279       | 28,351     | 676               | 259           |
| 10   | Marsabit        | 166,912           |                  |                  |                   | 35,057        | 18,194     | 191               | 75            |
| 11   | Isiolo          | 89,504            |                  |                  |                   | 26,436        | 32,300     | 173               | 52            |
| 12   | Meru            | 772,139           |                  |                  |                   | 66,477        | 323,496    | 2,052             | 773           |
| 13   | Tharaka-Nithi   | 231,932           |                  |                  |                   | 15,208        | 144,802    | 1,142             | 461           |
| 14   | Embu            | 334,302           |                  |                  |                   | 31,469        | 188,874    | 1,339             | 554           |
| 15   | Kitui           | 532,758           |                  |                  |                   | 203,750       | 77,912     | 2,412             | 1,216         |
| 16   | Machakos        | 687,565           |                  |                  |                   | 258,647       | 79,386     | 2,525             | 872           |
| 17   | Makueni         | 479,401           |                  |                  |                   | 229,187       | 59,331     | 1,848             | 572           |
| 18   | Nyandarua       | 361,165           |                  |                  |                   | 49,194        | 189,047    | 905               | 835           |
| 19   | Nyeri           | 481,632           |                  |                  |                   | 52,043        | 272,507    | 1,344             | 982           |
| 20   | Kirinyaga       | 376,001           |                  |                  |                   | 37,978        | 220,752    | 1,361             | 644           |
| 21   | Murang'a        | 620,929           |                  |                  |                   | 67,181        | 310,895    | 1,723             | 1,379         |
| 22   | Kiambu          | 1,275,008         |                  |                  |                   | 210,302       | 605,761    | 4,373             | 3,798         |
| 23   | توركانا ‏        | 238,528           |                  |                  |                   | 56,300        | 29,333     | 227               | 139           |
| 24   | West Pokot ‏     | 220,026           |                  |                  |                   | 63,147        | 109,940    | 298               | 160           |
| 25   | Samburu         | 100,014           |                  |                  |                   | 41,737        | 28,319     | 238               | 62            |
| 26   | Trans-Nzoia     | 398,981           |                  |                  |                   | 131,581       | 115,750    | 875               | 412           |
| 27   | Uasin Gishu ‏    | 506,138           |                  |                  |                   | 76,032        | 272,862    | 590               | 390           |
| 28   | Elgeyo-Marakwet | 213,884           |                  |                  |                   | 4,902         | 160,092    | 176               | 120           |
| 29   | Nandi           | 406,288           |                  |                  |                   | 24,872        | 240,820    | 404               | 256           |
| 30   | Baringo         | 281,053           |                  |                  |                   | 40,316        | 143,429    | 425               | 186           |
| 31   | Laikipia        | 263,012           |                  |                  |                   | 34,276        | 105,827    | 522               | 389           |
| 32   | Nakuru          | 1,054,856         |                  |                  |                   | 170,169       | 357,439    | 1,756             | 1,536         |
| 33   | Narok           | 398,784           |                  |                  |                   | 106,967       | 132,366    | 303               | 181           |
| 34   | مقاطعة كاجيادو ‏ | 463,273           |                  |                  |                   | 157,704       | 147,974    | 1,132             | 778           |
| 35   | Kericho         | 428,067           |                  |                  |                   | 14,442        | 272,975    | 362               | 180           |
| 36   | Bomet           | 875,689           |                  |                  |                   | 15,132        | 333,491    | 667               | 274           |
| 37   | Kakamega        | 844,551           |                  |                  |                   | 325,302       | 130,184    | 3,224             | 1,128         |
| 38   | Vihiga          | 310,043           |                  |                  |                   | 113,623       | 66,717     | 1,448             | 503           |
| 39   | Bungoma         | 646,598           |                  |                  |                   | 144,658       | 255,337    | 2,480             | 1, 511        |
| 40   | Busia           | 416,756           |                  |                  |                   | 226,317       | 48,827     | 1,406             | 474           |
| 41   | Siaya           | 533,595           |                  |                  |                   | 371,201       | 4,307      | 735               | 209           |
| 42   | منطقة كيزيمو    | 606,754           |                  |                  |                   | 419,141       | 10,049     | 734               | 247           |
| 43   | Homa Bay ‏       | 551,071           |                  |                  |                   | 397,499       | 3,469      | 719               | 139           |
| 44   | Migori          | 469,019           |                  |                  |                   | 292,451       | 64,645     | 810               | 338           |
| 45   | Kisii           | 637,010           |                  |                  |                   | 262,618       | 133,838    | 1,590             | 696           |
| 46   | Nyamira         | 323,283           |                  |                  |                   | 126,284       | 76,541     | 849               | 339           |
| 47   | مقاطعة نايروبي ‏ | 2,415,310         |                  |                  |                   | 760,506       | 560,293    | 5,846             | 4,563         |
|      | Total           | 22,110,015        |                  |                  |                   |               |            |                   |               |
|      | (+) Diaspora    |                   |                  |                  |                   |               |            |                   |               |
| 291  | Diaspora        | 10,443            |                  |                  |                   | 3,435         | 1,840      | 36                | 30            |
|      | Total           | 22,120,458        |                  |                  |                   | 6,942,930     | 7,176,141  | 61,969            | 31,987        |

### البرلمان

#### الجمعية الوطنية
| الحزب          | الحزب                          | المقاعد |
| -------------- | ------------------------------ | ------- |
|                | Kenya Kwanza                   | 169     |
|                | قرار الوحدة ‏                   | 162     |
|                | Other parties and independents | 2       |
| To be declared | To be declared                 | 4       |
| المجموع        | المجموع                        | 337     |
|                |                                |         |
| المصدر:        |                                |         |

#### مجلس الشيوخ
| الحزب          | الحزب                          | المقاعد |
| -------------- | ------------------------------ | ------- |
|                | Kenya Kwanza                   | 26      |
|                | قرار الوحدة ‏                   | 21      |
|                | Other parties and independents | –       |
| To be declared | To be declared                 | –       |
| المجموع        | المجموع                        | 47      |
|                |                                |         |
| المصدر:        |                                |         |

## ملحوظات
1. ↑  تم تأجيل انتخابات محافظتي كاكاميغا ومومباسا إلى 23 أغسطس 2022. دائرتان انتخابيتان وخمسة أقسام إجرات انتخابات برلمانية في نفس اليوم. أجرت دائرة إلداس انتخاباتها في 10 أغسطس 2022.[1]
2. ↑  تم إعلان ترشح أودينجا للرئاسة في ظل حزب ائتلاف كينيا قرار الوحدة. هي لا يزال زعيم الحركة الديمقراطية البرتقالية.[3][4]
3. ↑  There is agreement in the international community that the presidential elections were at least partially manipulated.[20] In July 2008, an exit poll commissioned by the US was released, suggested that Odinga was predicted to have won the presidency by a comfortable margin of 6%, 46% to 40%, well outside the exit poll's 1.3% margin of error.[21]